# Електрическа инсталация
Електрическата инсталация е съвкупност от проводници, електрически апарати и системи, изградена с цел да осигурява безопасно и надеждно разпределение на електрическата енергия в бита и промишлеността.
Електрическите инсталации се делят на два основни вида според предназначението:
- слаботокови ел. инсталации-(информационни и сигнални линии-телефонна линия)
- силнотокови ел. инсталации-(кабелни линии за осветление, отопление и машини)

В зависимост от мястото на изграждане ел. инсталации, се разделя на:
- Вътрешна и външна(открита инсталация).

Всяка вътрешна сградна инсталация, се изгражда с ел. проводник, най-често тип кабел и е съставена от няколко токови кръга. Всяка електрическа инсталация се защитава от апаратура (предпазители, контактори, релета, диференциално токова защита и др.).
При изграждането на открита(външна) инсталация се взимат специални мерки по отношение на защитата на съоръженията от въздействието на атмосферните условия.
Има няколко основни вида свързвания при електрическите инсталации:

## Свързване на измервателни и контролни уреди
- свързване на измервателни уреди за разход на електроенергия;
- свързване на защитни средства на електроинсталацията от претоварване, късо съединение и утечки.
- свързване на специални средства за подобряване на качеството на доставената електрическа енергия.

## Свързване на контакти
- свързване на трифазен контакт;
- свързване на монофазен контакт.

## Свързване на ключове
- свързване на девиаторен ключ за лампа;
- свързване на кръстат ключ за лампа.

## Свързване на лампа
- свързване на обикновена лампа;
- свързване на луминисцентна лампа.

## Класификация
| СЛАБОТОКОВИ ИНСТАЛАЦИИ  | СГРАДНО                         | Сигнално-охранителна инсталация   | Сигнално-охранителна инсталация   | Сигнално-охранителна инсталация |
| СЛАБОТОКОВИ ИНСТАЛАЦИИ  | СГРАДНО                         | Контрол на достъпа                |                                   |                                 |
| СЛАБОТОКОВИ ИНСТАЛАЦИИ  | СГРАДНО                         | Видеонаблюдение                   |                                   |                                 |
| СЛАБОТОКОВИ ИНСТАЛАЦИИ  | СГРАДНО                         | Аварийно-оповестителна инсталация |                                   |                                 |
| СЛАБОТОКОВИ ИНСТАЛАЦИИ  | СГРАДНО                         | Телевизионна инсталация           |                                   |                                 |
| СЛАБОТОКОВИ ИНСТАЛАЦИИ  | СГРАДНО                         | Телефонна и LAN мрежа             |                                   |                                 |
| СЛАБОТОКОВИ ИНСТАЛАЦИИ  | СГРАДНО                         | Звънчево-домофонна инсталация     |                                   |                                 |
| СЛАБОТОКОВИ ИНСТАЛАЦИИ  | СГРАДНО                         | Пожароизвестителна инсталация     |                                   |                                 |
| СИЛОВИ ИНСТАЛАЦИИ Н.Н.  | СГРАДНО                         | МЪЛНИЕЗАЩИТНИ И ЗАЗЕМ. ИНСТАЛАЦИИ | Заземителни инст.                 | Заземителни инст.               |
| СИЛОВИ ИНСТАЛАЦИИ Н.Н.  | СГРАДНО                         | МЪЛНИЕЗАЩИТНИ И ЗАЗЕМ. ИНСТАЛАЦИИ | Активна мълн.                     |                                 |
| СИЛОВИ ИНСТАЛАЦИИ Н.Н.  | СГРАДНО                         | МЪЛНИЕЗАЩИТНИ И ЗАЗЕМ. ИНСТАЛАЦИИ | Конвенционална мълн.              |                                 |
| СИЛОВИ ИНСТАЛАЦИИ Н.Н.  | СГРАДНО                         | Силови вътрепни инсталации        |                                   |                                 |
| СИЛОВИ ИНСТАЛАЦИИ Н.Н.  | СГРАДНО                         | Осветителни вътрешни инсталации   |                                   |                                 |
| СИЛОВИ ИНСТАЛАЦИИ Н.Н.  | ВЪНШНО                          | ВЪНШНО ОСВЕТЛЕНИЕ                 | Районно осв.                      | Районно осв.                    |
| СИЛОВИ ИНСТАЛАЦИИ Н.Н.  | ВЪНШНО                          | ВЪНШНО ОСВЕТЛЕНИЕ                 | Парково осв.                      |                                 |
| СИЛОВИ ИНСТАЛАЦИИ Н.Н.  | ВЪНШНО                          | ВЪНШНО ОСВЕТЛЕНИЕ                 | Улично осв.                       |                                 |
| СИЛОВИ ИНСТАЛАЦИИ Н.Н.  | ВЪНШНО                          | Захранване Н.Н. 1kV               | Кабелни линии Н.Н.                | Кабелни линии Н.Н.              |
| СИЛОВИ ИНСТАЛАЦИИ Н.Н.  | ВЪНШНО                          | Захранване Н.Н. 1kV               | Въздушни линии Н.Н.               |                                 |
| СИЛОВИ ИНСТАЛАЦИИ Н.Н.  | ВЪНШНО                          | Реконструкция на мрежи Н.Н.       |                                   |                                 |
| СИЛОВИ ИНСТАЛАЦИИ Ср.Н. | ВЪНШНО                          | Кабелно захранване Ср.Н.          | Реконструкция на кабел Ср.Н.      | Реконструкция на кабел Ср.Н.    |
| СИЛОВИ ИНСТАЛАЦИИ Ср.Н. | ВЪНШНО                          | Кабелно захранване Ср.Н.          | Захранващ(и) кабел(и) Ср.Н. за ТП |                                 |
| СИЛОВИ ИНСТАЛАЦИИ Ср.Н. | ВЪНШНО                          | Кабелно захранване Ср.Н.          | ВКП (Въздушно-кабелен преход)     |                                 |
| СИЛОВИ ИНСТАЛАЦИИ Ср.Н. | ВЪНШНО                          | Трансформаторен пост (ТП)         | СТП                               | СТП на СБС                      |
| СИЛОВИ ИНСТАЛАЦИИ Ср.Н. | ВЪНШНО                          | Трансформаторен пост (ТП)         | (стълбовен ТП)                    | СТП на ЖР                       |
| СИЛОВИ ИНСТАЛАЦИИ Ср.Н. | ВЪНШНО                          | Трансформаторен пост (ТП)         | МТП                               | На ЪМ 60-952                    |
| СИЛОВИ ИНСТАЛАЦИИ Ср.Н. | ВЪНШНО                          | Трансформаторен пост (ТП)         | (мачтов ТП)                       | „права“ конст.                  |
| СИЛОВИ ИНСТАЛАЦИИ Ср.Н. | ВЪНШНО                          | Трансформаторен пост (ТП)         | МТT                               | СТП на СБС                      |
| СИЛОВИ ИНСТАЛАЦИИ Ср.Н. | ВЪНШНО                          | Трансформаторен пост (ТП)         | (мет. Табло тр-р)                 | СТП на ЖР                       |
| СИЛОВИ ИНСТАЛАЦИИ Ср.Н. | ВЪНШНО                          | Трансформаторен пост (ТП)         | ТП тип „Селски“                   |                                 |
| СИЛОВИ ИНСТАЛАЦИИ Ср.Н. | ВЪНШНО                          | Трансформаторен пост (ТП)         | Панелен ТП                        | със ЗРУ                         |
| СИЛОВИ ИНСТАЛАЦИИ Ср.Н. | ВЪНШНО                          | Трансформаторен пост (ТП)         | (междублоков)                     | с КРУ                           |
| СИЛОВИ ИНСТАЛАЦИИ Ср.Н. | ВЪНШНО                          | Трансформаторен пост (ТП)         | КТП                               | МКТП                            |
| СИЛОВИ ИНСТАЛАЦИИ Ср.Н. | ВЪНШНО                          | Трансформаторен пост (ТП)         | КТП                               | БКТП                            |
| СИЛОВИ ИНСТАЛАЦИИ Ср.Н. | ВЪНШНО                          | Трансформаторен пост (ТП)         | КТП                               | БмКТП                           |
| СИЛОВИ ИНСТАЛАЦИИ Ср.Н. | ВЪНШНО                          | Трансформаторен пост (ТП)         | ШТП (Шахтов ТП)                   |                                 |
| СИЛОВИ ИНСТАЛАЦИИ Ср.Н. | Подстанции (първична комутация) | РУ Ср.Н.                          | ЗРУ с КРУ                         | ЗРУ с КРУ                       |
| СИЛОВИ ИНСТАЛАЦИИ Ср.Н. | Подстанции (първична комутация) | РУ Ср.Н.                          | ЗРУ с килии                       |                                 |
| СИЛОВИ ИНСТАЛАЦИИ Ср.Н. | Подстанции (първична комутация) | Въздушни електропроводни линии    | Въздушни електропроводни линии    | 20 kV                           |
| СИЛОВИ ИНСТАЛАЦИИ ВН.Н. | Подстанции (първична комутация) | Въздушни електропроводни линии    | Въздушни електропроводни линии    | 110 kV                          |
| СИЛОВИ ИНСТАЛАЦИИ ВН.Н. | Подстанции (първична комутация) | Въздушни електропроводни линии    | Въздушни електропроводни линии    | 220 kV                          |
| СИЛОВИ ИНСТАЛАЦИИ ВН.Н. | Подстанции (първична комутация) | Въздушни електропроводни линии    | Въздушни електропроводни линии    | 400 kV                          |
| СИЛОВИ ИНСТАЛАЦИИ ВН.Н. | Подстанции (първична комутация) | Кабелна линия В.Н. 110 kV         |                                   |                                 |
| СИЛОВИ ИНСТАЛАЦИИ ВН.Н. | Подстанции (първична комутация) | РУ В.Н.                           | ОРУ                               | 110 kV                          |
| СИЛОВИ ИНСТАЛАЦИИ ВН.Н. | Подстанции (първична комутация) | РУ В.Н.                           | ОРУ                               | 220 kV                          |
| СИЛОВИ ИНСТАЛАЦИИ ВН.Н. | Подстанции (първична комутация) | РУ В.Н.                           | ОРУ                               | 400 kV                          |
| СИЛОВИ ИНСТАЛАЦИИ ВН.Н. | Подстанции (първична комутация) | РУ В.Н.                           | ЗРУ                               | 110 kV                          |
| СИЛОВИ ИНСТАЛАЦИИ ВН.Н. | Подстанции (първична комутация) | РУ В.Н.                           | ЗРУ                               | 220 kV                          |
| СИЛОВИ ИНСТАЛАЦИИ ВН.Н. | Подстанции (първична комутация) | РУ В.Н.                           | ЗРУ                               | 400 kV                          |
| КИП и А                 | Вторична комутация              | Вторична комутация                | Вторична комутация                | Вторична комутация              |